# Dwa dni nadziei
Dwa dni nadziei (oryg. Zwei Tage Hoffnung) – niemiecki film z 2003 w reżyserii Petera Keglevica.

## Fabuła
Akcja filmu rozgrywa się w 1953 podczas dwóch dni poprzedzających powstanie w b.NRD. Po znalezieniu na liście "niepewnych" obywateli swojego ojca i brata  Helmut Kaminski (dziennikarz zachodnioniemiecki) próbuje przekonać rodzinę do ucieczki do Berlina Zachodniego.

## Obsada
- Lisa Martinek jako Angelika
- Udo Schenk jako Erich Draeger
- Peter Rühring jako Rüdiger Krohn
- Matthias Habich jako Otto Kaminski
- Thomas Wehling jako Pan Lehmann
- Sebastian Koch jako Helmut Kaminski
- Christoph Waltz jako Michael Berg
- Bernd Stegemann jako Pan Grabowsky
- Hanns Zischler jako Pan Wiedemeyer
- André Hennicke jako Pan Beck